# Список участников группы Quiet Riot
Quiet Riot — американская хеви-метал-группа из Лос-Анджелеса, штат Калифорния. Сформированная в мае 1975 года, группа изначально включала вокалиста Кевина ДюБроу, гитариста Рэнди Роадса, басиста Келли Гарни и барабанщика Дрю Форсайта.

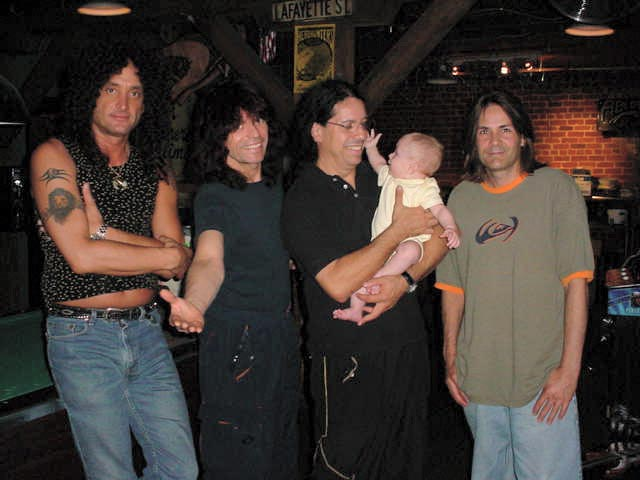
Классический состав "Metal Health" из Quiet Riot 2002 года. Слева направо: Кевин ДюБроу, Руди Сарзо, Фрэнки Банали и Карлос Савасо.

Текущий состав включает басиста Руди Сарзо (который первоначально присоединился к группе в 1978 году), гитариста Алекса Гросси (который первоначально присоединился в 2004 году), вокалиста Джиззи Пэрла (который первоначально присоединился в 2013 году) и барабанщика Джонни Келли (который первоначально присоединился к группе 2 года назад).

## История

### 1975—1989
Quiet Riot была сформирована в мае 1975 года вокалистом Кевином ДюБроу, гитаристом Рэнди Роадсом, басистом Келли Гарни и барабанщиком Дрю Форсайтом. Гарни ушел в конце 1978 года после ссоры с Роудсом, в которой он, как сообщается, чуть не застрелил гитариста. Позже его заменил Руди Сарзо, которого указали на Quiet Riot II, несмотря на то, что он не выступал на альбоме. Роудс ушел в конце 1979 года, после того как его нанял Оззи Осборн, чтобы он присоединился к его сольной группе. Роудс и ДюБроу предложили место гитариста Грегу Леону, который присоединился к группе после ухода Роадса. Вместе с Леоном прибыл басист Гэри Ван Дайк, заменивший ушедшего Сарзо. Новый состав впоследствии отказался от названия «Quiet Riot» и некоторое время работал под именем «DuBreau», несколько раз меняя состав, хотя в этот период новой музыки не выпускалось.
Группа вернулась в сентябре 1982 года с ДюБроу, Сарзо, гитаристом Карлосом Савазо и барабанщиком Фрэнки Банали. Позже Сарзо ушёл в январе 1985 года, и его заменил Чак Райт (который выступал с группой во время ее пребывания на посту «DuBrow»).
После нескольких лет «диковинного и грубого поведения» ДюБроу был уволен из Quiet Riot в феврале 1987 года, а остальные участники группы утверждали, что вокалист «нанес очень серьезный ущерб Quiet Riot». Его заменил фронтмен Rough Cutt Пол Шортино, в то время как Райт был заменен Шоном Макнаббом примерно в то же время. Оба новых участника выступили на шестом альбоме «QR», выпущенном в октябре 1988 года. ДюБроу подал в суд на Quiet Riot из-за использования названия группы в 1989 году, что привело к роспуску группы.

### 1991—2007
Вокалист впоследствии сформировал «Heat» с гитаристом Шоном Мэннингом, басистом Кенни Хиллери и барабанщиком Пэтом Эшби. Позже группа была переименована в «Quiet Riot» после возвращения Савазо в июне 1991 года. Эшби вскоре был заменён Бобби Рондинелли, который выступал в составе группы на альбоме 1993 года Terrified, до того, как Банали вернулся, чтобы закончить альбом. Райт впоследствии вернулся в группу в 1994 году, оставаясь в течение трех лет, прежде чем Сарзо снова занял его место после воссоединения со своими бывшими товарищами по группе на вечеринке, устроенной Мэрилином Мэнсоном. Состав Quiet Riot оставался стабильным в течение шести лет, за это время было выпущено два студийных альбома — Alive & Well и Guilty Pleasures - за исключением трех концертов в августе 2002 года, на которых бывший вокалист Shortino заменил ДюБроу на три концерта, когда ДюБроу заболел гриппом. В сентябре 2003 года было объявлено, что группа распалась из-за разногласий между участниками.
Однако распад группы был недолгим, так как чуть более года спустя Quiet Riot вернулись с составом, в который вошли Дюброу, Банали, бывший басист Райт и новый гитарист Алекс Гросси. Гросси был ненадолго заменен Трэйси Ганзом в декабре 2005 года, хотя он ушел всего через месяц из-за музыкальных разногласий.
Нил Ситрон записал гитару для одиннадцатого студийного альбома группы Rehab, а Билли Моррис стал гитаристом. Райта также ненадолго заменил Тони Франклин в студии, прежде чем он и Гросси вернулись в группу. Quiet Riot оставались активными еще год, когда 25 ноября 2007 года фронтмен ДюБроу был найден мёртвым. Позже было объявлено, что певец умер от «случайной передозировки кокаина». Позже Банали объявил, что группа не будет продолжать работу.

### 2010-е и наше время
Через три года после смерти ДюБроу Quiet Riot реформировались, и к Гросси, Райту и Банали присоединился новый вокалист Марк Хафф.
Хафф был уволен в январе 2012 года, а бывший фронтмен Montrose Кейт Сент-Джон занял его место на череде концертов в феврале
Скотт Вокоун позже был зачислен на постоянную замену Хаффу в марте. Вокоун оставался в группе до следующего ноября, когда его заменил фронтмен Love / Hate Джиззи Перл.
Перл внёс свой вклад в первый студийный альбом группы за восемь лет, Quiet Riot 10 2014 года, прежде чем уйти в декабре 2016 года, чтобы сосредоточиться на своей сольной карьере. Его место место занял Шон Николс.
Николс оставался там всего на несколько месяцев, прежде чем его заменил Джеймс Дурбин в марте 2017 года. Позже Дурбин перезаписал вокал Николса для альбома Road Rage. В 2019 году Дурбин ушел, чтобы сосредоточиться на сольной карьере, а Перл вернулся в группу.
20 августа 2020 года Банали скончался от рака поджелудочной железы в возрасте 68 лет. В конце концов его заменил бывший барабанщик Type O Negative Джонни Келли. Спустя почти год после смерти Банали Quiet Riot объявили, что басист Руди Сарзо вернётся в группу после восемнадцатилетнего перерыва, снова заменив Чака Райта.

## Участники

### Нынешние
| Изображение | Имя          | Годы                                               | Инструмент    | Релизы |
| ----------- | ------------ | -------------------------------------------------- | ------------- | --- |
|             | Руди Сарзо   | 1978–1979 1982–1985 1987 1997–2003 2021–н.в [ 33 ] | бас бэк-вокал | Metal Health (1983) Condition Critical (1984) Alive and Well (1999) Guilty Pleasures (2001) Live in the 21st Century (2003) Live & Rare Volume 1 (2005) Live at the US Festival 1983 (2012) Quiet Riot 10 (2014) |
|             | Алекс Гросси | 2004–2005 2006–2007 2010–н.в                       | гитара        | Rehab (2006) – two tracks only Quiet Riot 10 (2014) Road Rage (2017) One Night in Milan (2019) Hollywood Cowboys (2019)                                                                                          |
|             | Джиззи Пирл  | 2013–2016 2019–н.в                                 | Вокал         | Quiet Riot 10 (2014) |
|             | Джонни Келли | 2019–2020 (туры) 2020–н.в                          | ударные       | никто |

### Бывшие
| Изображение | Имя              | Годы                                                | Инструмент       | Релизы |
| ----------- | ---------------- | --------------------------------------------------- | ---------------- | --- |
|             | Кевин ДюБроу     | 1975–1979 1982–1987 1991–2003 2004–2007 (до смерти) | Вокал            | все релизы Quiet Riot с Quiet Riot (1978) до Quiet Riot 10 (2014), кроме QR (1988) и '89 Live in Japan (2004) |
|             | Дрю Форсайт      | 1975–1979                                           | ударные          | Quiet Riot (1978) Quiet Riot II (1978) The Randy Rhoads Years (1993) |
| {{ФЛ}}      | Рэнди Роадс      | 1975–1979 (умер в 1982)                             | гитара           | Quiet Riot (1978) Quiet Riot II (1978) The Randy Rhoads Years (1993) |
|             | Келли Гарни      | 1975–1978                                           | бас              | Quiet Riot (1978) Quiet Riot II (1978) The Randy Rhoads Years (1993) |
|             | Грег Леон        | 1980                                                | гитара           | никто |
|             | Карлос Савацо    | 1982–1989 1991–2003                                 | гитара бэк-вокал | Все релизы Quiet Riot с Metal Health (1983) до Live & Rare Volume 1 (2005) Live at the US Festival 1983 (2012) |
|             | Фрэнки Банали    | 1982–1989 1993–2003 2004–2007 2010–2020 (до смерти) | ударные          | Все релизы Quiet Riot с Metal Health (1983) до Hollywood Cowboys (2019), кроме The Randy Rhoads Years (1993) |
|             | Кьелл Беннер     | 1985                                                | бас              | N/A |
|             | Чак Райт         | 1985—1987 1994—1997 2004—2006 2006—2007 2010—2021   | бас бэк-вокал    | Metal Health (1983) — два трека QR III (1986) Terrified (1993) — один трек Down to the Bone (1995) Live & Rare Volume 1 (2005) Quiet Riot 10 (2014) Road Rage (2017) One Night in Milan (2019) Hollywood Cowboys (2019) |
|             | Пол Шортино      | 1987—1989 2002 (временно)                           | вокал            | QR (1988) '89 Live in Japan (2004) |
|             | Шон МакНабб      | 1987–1989 2006                                      | бас бэк-вокал    | QR (1988) '89 Live in Japan (2004) |
|             | Кенни Хиллери    | 1991–1994 (умер в 1996)                             | бас              | Terrified (1993) |
|             | Пэт Эшби         | 1991                                                | ударные          | N/A |
|             | Бобби Рондинелли | 1991–1993                                           | ударные          | Terrified (1993) |
|             | Мэтт Литтелл     | 1995                                                | бас              | Down to the Bone (1995) |
|             | Бьёрн Энглен     | 1995                                                | бас              | N/A |
|             | Тай Вестерхофф   | 1995                                                | бас              | N/A |
|             | Трейси Ганс      | 2005–2006                                           | гитара           | N/A |
|             | Нил Цитрон       | 2006 (сессионный)                                   | гитара           | Rehab (2006) |
|             | Тони Франклин    | 2006 (сессионный)                                   | бас              | Rehab (2006) |
|             | Билли Моррис     | 2006                                                | guitar           | N/A |
|             | Стив Фёстер      | 2006                                                | guitar           | N/A |
|             | Марк Хафф        | 2010–2012                                           | вокал            | N/A |
| {{ФЛ}}      | Кит Джон         | 2012                                                | вокал            | N/A |
|             | Скотт Вокоун     | 2012–2013                                           | вокал            | N/A |
|             | Шон Николс       | 2016–2017                                           | вокал            | "The Seeker" — сингл (2017) |
|             | Джеймс Дарбин    | 2017–2019                                           | вокал            | Road Rage (2017) One Night in Milan (2019) Hollywood Cowboys (2019) |
|             | Майк Дюбк        | 2019                                                | ударные          | N/A |

## Составы
| Период                                          | Составы | Релизы                                                                                   |
| ----------------------------------------------- | --- | ---------------------------------------------------------------------------------------- |
| Май 1975 – октябрь 1978                         | - Кевин ДюБроу – вокал - Рэнди Роадс – гитара - Келли Гарни – бас-гитара - Дрю Форсайт – ударные                       | - Quiet Riot (1978) - Quiet Riot II (1978) - The Randy Rhoads Years (1993)               |
| Октябрь 1978 – ноябрь 1979                      | - Кевин ДюБроу – вокал - Рэнди Роадс – гитара - Руди Сарзо – бас, бэк-вокал - Дрю Форсайт – ударные                    | никто                                                                                    |
| Группа неактивна с ноября 1979 – сентябрь 1982  | |                                                                                          |
| Сентябрь 1982 – март 1985                       | - Кевин ДюБроу – вокал - Карлос Савацо – гитара, бэк-вокал - Руди Сарзо – бас, бэк-вокал - Фрэнки Банали – ударные     | - Metal Health (1983) - Condition Critical (1984) - Live at the US Festival, 1983 (2012) |
| Март 1985 - поздний 1985                        | - Кевин ДюБроу – вокал - Carlos Cavazo – гитара, бэк-вокал - Кьелл Беннер – бас - Фрэнки Банали – ударные              | никто                                                                                    |
| Январь 1986 – февраль 1987                      | - Кевин ДюБроу – вокал - Карлос Савацо – гитара, бэк-вокал - Чак Райт – бас, бэк-вокал - Фрэнки Банали – ударные       | - QR III (1986)                                                                          |
| 1987–1989                                       | - Пол Шортино – вокал - Карлос Савацо – гитара, бэк-вокал - Шон МакНабб – бас, бэк вокал - Фрэнки Банали – ударные     | - QR (1988)                                                                              |
| группа неактивна с 1989–1991                    | |                                                                                          |
| 1991                                            | - Кевин ДюБроу – вокал - Каолос Савацо – гитара, бэк-вокал - Кенни Хиллери – бас - Пэт Эшби – ударные                  | никто                                                                                    |
| 1991–1993                                       | - Кевин ДюБроу – вокал - Карлос Савацо– гитара, бэк-вокал - Кенни Хиллери – бас - Бобби Рондинелли – ударные           | - Terrified (1993)                                                                       |
| 1993–1994                                       | - Кевин ДюБроу – вокал - Карлос Савацо – гитара, бэк-вокал - Кенни Хиллери – бас - Фрэнки Банали – ударные             | - Terrified (1993)                                                                       |
| 1994–1997                                       | - Кевин ДюБроу – вокал - Карлос Савацо – гитара, бэк-вокал - Чак Райт – бас, бэк-вокал - Фрэнки Банали – ударные       | - Down to the Bone (1995)                                                                |
| 1997 – 21 августа 2002                          | - Кевин ДюБроу – вокал - Карлос Савацо – гитара, бэк-вокал - Руди Сарзо – бас, бэк-вокал - Фрэнки Банали – ударные     | - Alive and Well (1999) - Guilty Pleasures (2001)                                        |
| 22 августа 2002 — 24 августа 2002               | - Пол Шортино – вокал - Карлос Савацо – гитара, бэк-вокал - Руди Сарзо – бас, бэк-вокал - Фрэнки Банали – ударные      | никто                                                                                    |
| 25 августа 2002 – сентябрь 2003                 | - Кевин ДюБроу – вокал - Карлос Савацо – гитара, бэк-вокал - Руди Сарзо – бас, бэк-вокал - Фрэнки Банали – ударные     | никто                                                                                    |
| Группа неактивна с сентября 2003 – октябрь 2004 | |                                                                                          |
| Октябрь 2004 – декабрь 2005                     | - Кевин ДюБроу – вокал - Алекс Гросси – гитара - Чак Райт – бас, бэк-вокал - Фрэнки Банали – ударные                   | никто                                                                                    |
| Декабрь 2005 – январь 2006                      | - Кевин ДюБроу – вокал - Трейси Ганс – гитара - Сак Райт – бас, бэк-вокал - Фрэнки Банали – ударные                    | никто                                                                                    |
| Ранний – середина 2006                          | - Кевин ДюБроу – вокал - Нил Цитрон – гитара (сессионный) - Тони Франклин – бас (сессионный) - Фрэнки Банали – ударные | - Rehab (2006)                                                                           |
| 2006                                            | - Кевин ДюБроу – вокал - Билли Моррис – гитара (touring) - Чак Райт – бас, бэк-вокал - Фрэнки Банали – ударные         | никто                                                                                    |
| 2006                                            | - Кевин ДюБроу – вокал - Стив Фёстер – гитара (туровой) - Чак Райт – бас, бэк-вокал - Фрэнки Банали – ударные          | никто                                                                                    |
| Июнь 2006 – ноябрь 2007                         | - Кевин ДюБроу – вокал - Алекс Гросси – гитара - Чак Райт – бас, бэк-вокал - Фрэнки Банали – ударные                   | никто                                                                                    |
| Группа неактивна с ноября 2007 – сентябрь 2010  | |                                                                                          |
| Сентябрь 2010 – январь 2012                     | - Марк Хафф – вокал - Алекс Гросси– гитара - Чак Райт – бас, бэк-вокал - Фрэнки Банали – ударные                       | никто                                                                                    |
| Февраль 2012                                    | - Кит Джон – вокал (туровой) - Алекс Гросси – гитара - Чак Райт – бас, бэк-вокал - Фрэнки Банали – ударные             | никто                                                                                    |
| Март 2012 – ноябрь 2013                         | - Скотт Вокоун – вокал - Алекс Гросси – гитара - Чак Райт – бас, бэк-вокал - Фрэнки Банали – ударные, бэк-вокал        | никто                                                                                    |
| Ноябрь 2013 – декабрь 2016                      | - Джиззи Перл – вокал - Алекс Гросси – гитара - Чак Райт – бас, бэк-вокал - Фрэнки Банали – ударные                    | - Quiet Riot 10 (2014)                                                                   |
| Декабрь 2016 – март 2017                        | - Шон Николс – вокал - Алекс Гросси – гитара - Чак Райт – бас, бэк-вокал - Фрэнки Банали – ударные                     | - The Seeker (сингл) (2017)                                                              |
| Март 2017 – сентябрь 2019                       | - Джеймс Дарбин – вокал - Алекс Гросси – гитара - Chuck Wright – бас, бэк-вокал - Фрэнки Банали – ударные              | - Road Rage (2017) - One Night in Milan (2019) - Hollywood Cowboys (2019)                |
| Сентябрь 2019 – август 2020                     | - Джиззи Перл – вокал - Алекс Гросси – гитара - Чак Райт – бас, бэк-вокал - Фрэнки Банали – ударные                    | никто                                                                                    |
| Август 2020 – октябрь 2021                      | - Джиззи Перл – вокал - Алекс Гросси – гитара - Chuck Wright – бас, бэк-вокал - Джонни Келли – ударные                 | никто                                                                                    |
| Ноябрь 2021 – н.в                               | - Джиззи Перл – вокал - Алекс Гросси – гитара - Руди Сарзо – бас, бэк-вокал - Джонни Келли – ударные                   | никто                                                                                    |

## Комментарии
1. ↑  "The Seeker" was released as an instant gratification track for customers who pre-ordered Road Rage on March 1, 2017. Nicols was fired from the band, and his lyrics and vocals were replaced by Durbin's. The original album was never released.[35]